# Globocreagris nigrescens
Globocreagris nigrescens är en spindeldjursart som först beskrevs av Chamberlin 1952.  Globocreagris nigrescens ingår i släktet Globocreagris och familjen helplåtklokrypare. Inga underarter finns listade i Catalogue of Life.